# Lichtenberg (Oberfranken)
 For alternative betydninger, se Lichtenberg (flertydig). (Se også artikler, som begynder med Lichtenberg)
Lichtenberg er en by i Landkreis Hof i den nordøstlige del af den bayerske regierungsbezirk Oberfranken i det sydlige Tyskland. Den er administrationsby for Verwaltungsgemeinschaft Lichtenberg. Byen ligger op til ruinerne af Burg Lichtenberg.

## Geografi
Lichtenberg ligger på et bjerg oven for Selbitzdalen, og ligger i Naturpark Frankenwald.
Syd for Lichtenberg ligger Frankenwaldsee
- Wikimedia Commons har flere filer relateret til Lichtenberg